# Scutum ventrale

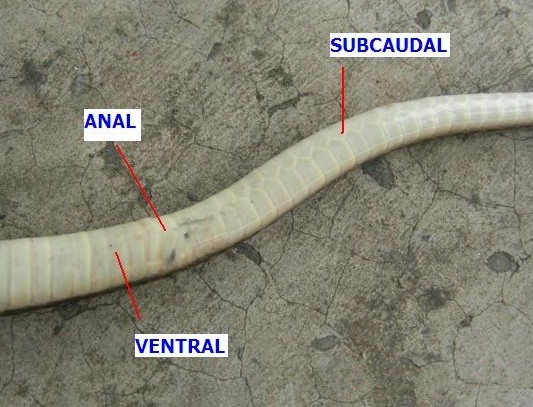
Unterseite der Gestreiften Wassernatter (Amphiesma stolata)

Als Scutum ventrale (v. lat. scutum „Schuppe“ und venter „Bauch“; Plural Scuta ventralia oder kurz Ventralia, „Bauchschuppen“) werden die Schuppen auf der Unterseite des Körpers bei den meisten Schlangen bezeichnet. Die Scuta ventralia sind vergrößerte Schuppen, die einreihig hintereinander angeordnet sind. An die Ventralia schließen sich das Anale (Analschild) im Bereich der Kloake und danach die Subcaudalia an der Unterseite des Schwanzes an.
Vor allem die Anzahl der Ventralia ist ein wichtiges Bestimmungsmerkmal innerhalb der Schlangensystematik.